# Міністр житлового будівництва і міського розвитку США
Міністр житлового будівництва і міського розвитку США (англ. United States Secretary of Housing and Urban Development) — глава міністерства житлового будівництва і міського розвитку США, член уряду США, дванадцятий в лінії наслідування президентських повноважень. Посада створена 9 вересня 1965 відповідно до Закону США про житлове будівництво та міський розвиток, підписаним президентом Ліндоном Джонсоном. Основним завданням міністерства є збільшення числа домоволодінь, підтримка розвитку місцевих громад та розширення доступу до житла, вільного від дискримінації.
Міністерство житлового будівництва і міського розвитку стало першим, яке очолив афроамериканець — Роберт Вівер, а також першим, яке очолила жінка-афроамериканка — Патрісія Гарріс.
З 5 лютого 2025 року міністерство очолює Скотт Тернер.

## Список міністрів житлового будівництва і міського розвитку США
| #    | зображення       | ім'я і прізвище  | рідний штат                     | термін на посаді | термін на посаді | адміністрація президента США, в якій був на посаді |
| #    | зображення       | ім'я і прізвище  | рідний штат                     | початок          | кінець           | адміністрація президента США, в якій був на посаді |
| ---- | ---------------- | ---------------- | ------------------------------- | ---------------- | ---------------- | -------------------------------------------------- |
| 1    | Роберт Вівер     | Роберт Вівер     | Нью-Йорк                        | 22 січня 1966    | 18 грудня 1968   | Ліндон Джонсон                                     |
| 2    | Роберт Вуд       | Роберт Вуд       | Массачусетс                     | 7 січня 1969     | 20 січня 1969    | Ліндон Джонсон                                     |
| 3    | Джордж Ромні     | Джордж Ромні     | Мічиган                         | 22 січня 1969    | 20 січня 1973    | Річард Ніксон                                      |
| 4    | Джеймс Лінн      | Джеймс Лінн      | Огайо                           | 13 лютого 1989   | 20 січня 1975    | Річард Ніксон Джеральд Форд                        |
| 5    | Карла Хіллс      | Карла Хіллс      | Каліфорнія                      | 10 березня 1975  | 20 січня 1977    | Джеральд Форд                                      |
| 6    | Патрісія Гарріс  | Патрісія Гарріс  | Вашингтон                       | 23 січня 1977    | 10 вересня 1979  | Джиммі Картер                                      |
| 7    | Мун Лендрю       | Мун Лендрю       | Луїзіана                        | 24 вересня 1979  | 20 січня 1981    | Джиммі Картер                                      |
| 8    | Семюел Пірс      | Семюел Пірс      | Нью-Йорк                        | 23 січня 1981    | 20 січня 1989    | Рональд Рейган                                     |
| в.о. |                  | Д. М. Дорсі      |                                 | 20 січня 1989    | 13 лютого 1989   | Джордж Герберт Вокер Буш                           |
| 9    | Джек Кемп        | Джек Кемп        | Нью-Йорк                        | 13 лютого 1989   | 20 січня 1993    | Джордж Герберт Вокер Буш                           |
| 10   | Генрі Сіснерос   | Генрі Сіснерос   | Техас                           | 22 січня 1993    | 20 січня 1997    | Білл Клінтон                                       |
| 11   | Ендрю Куомо      | Ендрю Куомо      | Нью-Йорк                        | 29 січня 1997    | 20 січня 2001    | Білл Клінтон                                       |
| в.о. |                  | Вільям Апгар     |                                 | 20 січня 2001    | 24 січня 2001    | Джордж Вокер Буш                                   |
| 12   | Мел Мартінес     | Мел Мартінес     | Флорида                         | 24 січня 2001    | 12 грудня 2003   | Джордж Вокер Буш                                   |
| в.о. | Альфонсо Джексон | Альфонсо Джексон | Техас                           | 12 грудня 2003   | 1 квітня 2004    | Джордж Вокер Буш                                   |
| 13   | Альфонсо Джексон | Альфонсо Джексон | Техас                           | 1 квітня 2004    | 18 квітня 2008   | Джордж Вокер Буш                                   |
| в.о. | Рой Бернарді     | Рой Бернарді     | Нью-Йорк                        | 18 квітня 2008   | 4 червня 2008    | Джордж Вокер Буш                                   |
| 14   | Стів Престон     | Стів Престон     | Іллінойс                        | 4 червня 2008    | 20 січня 2009    | Джордж Вокер Буш                                   |
| в.о. | Браян Монтгомері | Браян Монтгомері |                                 | 20 січня 2009    | 26 січня 2009    | Барак Обама                                        |
| 15   | Шон Донован      | Шон Донован      | Нью-Йорк                        | 26 січня 2009    | 28 липня 2014    | Барак Обама                                        |
| 16   | Хуліан Кастро    | Хуліан Кастро    | Техас                           | 28 липня 2014    | 20 січня 2017    | Барак Обама                                        |
| 17   |                  | Бен Карсон       | Флорида                         | 2 березня 2017   | 20 січня 2021    | Дональд Трамп                                      |
| 18   |                  | Марсія Фадж      | Огайо                           | 10 березня 2021  | 22 березня 2024  | Джо Байден                                         |
| в.о. |                  | Адріанна Тодман  | Американські Віргінські Острови | 22 березня 2024  | 20 січня 2025    | Джо Байден                                         |
| 19   |                  | Скотт Тернер     | Техас                           | 5 лютого 2025    |                  | Дональд Трамп                                      |